# 唐澤和希
唐澤 和希（からさわかずき）は日本の小説家、ライトノベル作家、漫画原作者。群馬県出身、東京都在住。
『COMICスピア コミカライズ原作大賞』において、「魔王軍四天王の最弱令嬢は自由に生きたい!」が準大賞を受賞している。

## 作品

### 小説
- 転生少女の履歴書（ヒーロー文庫、2016年1月 - 刊行中、既刊13巻）
  - 著者のWEB投稿小説「ハイスペック女子高生の異世界転生」を改稿・改題した書籍化[2]
- あやかし心療室 お悩み相談承ります!（スターツ出版文庫、2018年12月刊行、全1巻）
  - 著者のWEB投稿小説「あやかし心療室」を改稿・改題した書籍化[3]
- The Weakest Manga Villainess Wants Her Freedom!（※電子書籍限定、Cross Infinite World（英語版）、2020年5月刊行、全1巻）
  - 著者のWEB投稿小説「魔王軍四天王の最弱令嬢は自由に生きたい！」を改稿・改題した書籍化で長らく英語訳版のみ[4]であったが、『COMICスピア コミカライズ原作大賞』の受賞を機にDeNIMOから日本語の電子書籍化もされた[5]。
- 後宮茶妃伝 寵妃は愛より茶が欲しい（富士見L文庫、2021年4月 - 刊行中、既刊1巻）
  - 著者のWEB投稿小説「後宮茶妃伝 〜籠妃は愛より茶が欲しい〜」を改稿・改題した書籍化[6]
- 後宮妃は龍神の生贄花嫁 五神山物語（スターツ出版文庫、2021年7月、既刊1巻）
  - 初の書き下ろし小説。

### 漫画

#### 漫画原作
- 嘘憑き狐の巫女様は後宮で謎を占う（2020年7月読切掲載／2021年3月 - 2022年7月連載、ガンガンONLINE、漫画：望月桜、全4巻）[7]

#### 小説コミカライズ
- 転生少女の履歴書（2021年10月 - 2023年12月、ヤングエースUP、漫画：藤本れもち、全3巻）[8][9]
- 魔王軍四天王の最弱令嬢は自由に生きたい!（2022年8月 - 2024年8月、Renta!、漫画：acca、全4巻（電子書籍のみ））[10][11][12][13]
- 後宮茶妃伝 〜寵妃は愛より茶が欲しい〜（2022年11月 - 連載中、やわらかスピリッツ、漫画：井山くらげ、既刊6巻（2025年4月10日現在））[14][15]
- 後宮妃は龍神の生贄花嫁 五神山物語（2023年6月 - 2024年9月、ゼロサムオンライン、漫画：葵ハカス、全2巻）[16][17]